# Adelphomyia
Genre
Adelphomyia est un genre de diptères nématocères de la famille des Limoniidae.

## Liste des espèces
- Adelphomyia acicularis
- Adelphomyia apoana
- Adelphomyia basilobula
- Adelphomyia biacus
- Adelphomyia breviramus
- Adelphomyia caesiella
- Adelphomyia carbonicolor
- Adelphomyia discalis
- Adelphomyia excelsa
- Adelphomyia ferocia
- Adelphomyia flavella
- Adelphomyia luzonensis
- Adelphomyia macrotrichiata
- Adelphomyia otiosa
- Adelphomyia paucisetosa
- Adelphomyia pilifer
- Adelphomyia platystyla
- Adelphomyia prionolaboides
- Adelphomyia punctum
- Adelphomyia rantaizana
- Adelphomyia reductana
- Adelphomyia saitamae
- Adelphomyia satsumicola
- Adelphomyia simplicistyla